# Andrena tarsata
Espèce
Statut de conservation UICN

 LC : Préoccupation mineure
Andrena tarsata est une espèce d'insectes hyménoptères de la famille des Andrenidae. Cette abeille est présente en Europe, dans les zones tempérées et boréales jusqu’en Scandinavie, et en Asie à l'exception de la Chine.

## Écologie
Cette espèce est univoltine. Elle est visible entre fin Juin et Août, dans les bois clairs, les clairières forestières, en lisières des forêts et sur les pâtures en montagne). Elle collecte pour ses larves sur les potentilles et, en particulier, la Potentille dressée.

## Synonymes
Andrena gentianae (Vachal, 1906), Andrena universitatis (Cockerell, 1929), Andrena Basilinea (Kriechbaumer, 1873) et Andrena baicalensis (Cockerell, 1929) correspondent à la même espèce.

## Parasites
Les nids sont parasités par deux espèces du genre Nomada, Nomada obtusifrons et Nomada roberjeotiana, des abeilles coucous cleptoparasites.